# WebXR
WebXR 장치 API(WebXR Device API)는 HTC 바이브, 오큘러스 리프트, 오큘러스 퀘스트, 구글 카드보드, 마이크로소프트 홀로렌즈, 매직 리프 또는 OSVR(Open Source Virtual Reality)과 같은 증강 현실 및 가상 현실 장치에 대한 액세스 지원을 웹 브라우저에서 기술하는 웹 애플리케이션 프로그래밍 인터페이스(API)이다. WebXR 장치 API 및 관련 API는 W3C 그룹, 몰입형 웹 커뮤니티 그룹 및 몰입형 웹 워킹 그룹에서 정의한 표준이다. 커뮤니티 그룹이 잠복기 동안 제안을 작업하는 동안 워킹 그룹은 브라우저에서 구현할 최종 웹 사양을 정의한다.
WebVR은 가상 현실만 표현할 수 있는 실험적인 웹 API였으며 WebXR로 대체되었다.

## 역사
WebVR API는 2014년 봄 모질라의 블라디미르 부키체비치(Vladimir Vukićević)에 의해 처음 고안되었다. 2016년 3월 1일, 모질라 VR 팀과 구글 크롬 팀은 WebVR API 제안의 버전 1.0 릴리스를 발표했다. 결과적인 API 리팩토링으로 WebVR이 많이 개선되었다.
최신 WebXR 장치 API 작업 초안은 2022년 2월에 마지막으로 게시되었다. 사양의 편집자는 현재 구글과 메타 출신이다. 모질라, 마이크로소프트, 삼성전자, 애플의 다른 회원들과 다양한 스타트업 및 초청 전문가들이 사양의 미래에 대한 의견을 제시했다. 사양에 대한 모든 토론은 깃허브에 공개되어 있다.
2018년에는 WebXR 장치 API가 WebVR을 대체하여 증강 현실, 가상 현실 장치 및 가능한 미래 현실과 장치를 위해 설계되었다. WebVR은 더 이상 사용되지 않고 제거되기 전에 파이어폭스 및 크로미엄 기반 브라우저에서 구현되었다. 2018년 9월 24일 이머시브 웹 워킹 그룹(Immersive Web Working Group)이 공식화되었다.

## 설계
WebXR 장치 API는 필요한 카메라 설정 및 장치 상호 작용(예: 컨트롤러 또는 시점)과 함께 WebGL을 사용하여 웹 애플리케이션이 가상 현실 및 증강 현실에 콘텐츠를 표시할 수 있도록 하는 몇 가지 새로운 인터페이스(예: XRView, XRPose)를 노출한다.

## 지원
WebXR 장치 API(후보 권장 사항)는 현재 엣지 및 크롬 79, Chrome for Android 79, Opera 66, Opera Mobile 64, Samsung Internet 12 및 Oculus Browser의 안정 버전에서 지원된다. WebXR은 애플 비전 프로 혼합 현실 헤드셋의 VisionOS용 사파리에서 지원된다.

## 유사한 기술
WebXR은 API로서 고유하지만 대부분의 하드웨어에는 네트워크 경험과 웹 콘텐츠에 대한 액세스를 허용하는 기본 애플리케이션이 있다. 유니티 및 블렌더와 같은 여러 주요 도구도 웹용으로 내보낼 수 있으며 사용자에게 전용 애플리케이션을 설치하지 않고도 콘텐츠를 사용할 수 있는 방법을 제공한다.

## 같이 보기
- WebGL
- 웹 API
- 가상 현실
- 증강 현실
- 메타버스
- 월드 와이드 웹 컨소시엄